# Liste der Stolpersteine in Molenbeek-Saint-Jean/Sint-Jans-Molenbeek

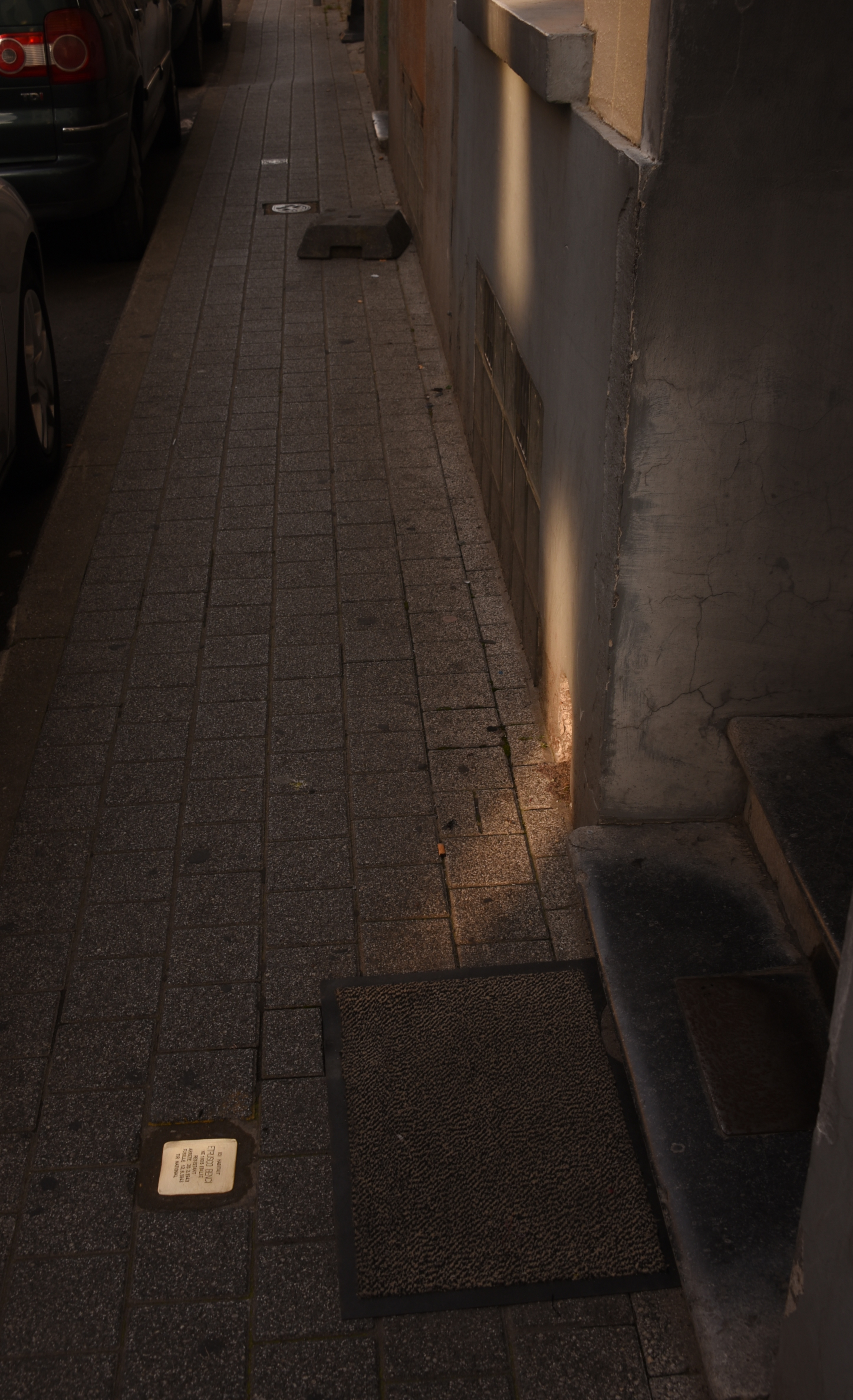
Stolperstein in Molenbeek-Saint-Jean

Die Liste der Stolpersteine in Molenbeek-Saint-Jean/Sint-Jans-Molenbeek umfasst jene Stolpersteine, die vom Kölner Künstler Gunter Demnig in der belgischen Gemeinde Molenbeek-Saint-Jean/Sint-Jans-Molenbeek verlegt wurden. Molenbeek-Saint-Jean (französisch) oder Sint-Jans-Molenbeek (niederländisch) ist eine von 19 Gemeinden der zweisprachigen Region Brüssel-Hauptstadt. Stolpersteine erinnern an das Schicksal von Menschen aus dieser Region, die von Nationalsozialisten ermordet, deportiert, vertrieben oder in den Suizid getrieben worden sind. Sie wurden von Gunter Demnig im Regelfall vor dem letzten selbstgewählten Wohnort des Opfers verlegt.

## Liste der Stolpersteine
Verlegt wurden acht Stolpersteine an sechs Adressen.
| Stolperstein | Übersetzung | Verlegeort                 | Name, Leben                               |
| ------------ | --- | -------------------------- | ----------------------------------------- |
|              | HIER WOHNTE ETRUSCO BENCI GEBOREN 1905 ITALIEN WIDERSTANDSKÄMPFER VERHAFTET 20.2.1943 FÜSILIERT 12.6.1943 TIR NATIONAL                             | Rue de la Perle 10         | Etrusco Benci (1905–1943)                 |
|              | HIER WOHNTE RENÉ COMHAIRE GEBOREN 1897 WIDERSTANDSKÄMPFER VERHAFTET 9.10.1942 FÜSILIERT 13.1.1943 BREENDONK TIR NATIONAL                           | Chaussee de Gand 110       | René Comhaire (1897–1943)                 |
|              | HIER WOHNTE GIZELA EISDORFER-OVA GEBOREN 1917 ÖSTERREICH-UNGARN VERHAFTET 12.10.1942 INTERNIERT IN MECHELEN DEPORTIERT AUSCHWITZ ERMORDET          | Rue Vandermaelen 6         | Gizela Eisdorfer-Ova (1917–1942/45)       |
|              | HIER WOHNTE JOSEPH ELBERG GEBOREN 1888 POLEN VERHAFTET 15.9.1943 INTERNIERT IN MECHELEN DEPORTIERT 20.9.1943 AUSCHWITZ ERMORDET                    | Rue de la Princesse 14     | Joseph Elberg (1888–1943/45)              |
|              | HIER WOHNTE HINDA ESTERA ELBERG-BITTER GEBOREN 1899 POLEN VERHAFTET 15.9.1943 INTERNIERT IN MECHELEN DEPORTIERT 20.9.1943 AUSCHWITZ ERMORDET       | Rue de la Princesse 14     | Hinda Estera Elberg-Bitter (1899–1943/45) |
|              | HIER WOHNTE DOBA DORA LIBESKIND GEBOREN 1926 VERHAFTET 27.2.1941 INTERNIERT IN RIVESALTES DRANCY DEPORTIERT 9.9.1942 AUSCHWITZ ERMORDET 11.9.1942  | Chaussee de Gand 87        | Doba Dora Libeskind (1926–1942)           |
|              | HIER WOHNTE SZIFRA LÉA LIBESKIND GEBOREN 1924 VERHAFTET 27.2.1941 INTERNIERT IN RIVESALTES DRANCY DEPORTIERT 9.9.1942 AUSCHWITZ ERMORDET 11.9.1942 | Chaussee de Gand 87        | Szifra Lea Libeskind (1924–1942)          |
|              | HIER WOHNTE CHARLES VERBIST GEBOREN 1921 WIDERSTANDSKÄMPFER VERHAFTET 25.2.1943 FÜSILIERT 30.9.1943 TIR NATIONAL                                   | Rue Léopold Demesmaeker 35 | Charles Verbist (1921–1943)               |

## Verlegedaten
Die Stolpersteine von Molenbeek-Saint-Jean wurden an folgenden Tagen verlegt:
- 20. Juli 2011: Rue de la Princesse 14
- 27. Januar 2014:  Chaussee de Gand 87
- 26. November 2018: Chaussee de Gand 110, Rue de la Perle 10, Rue Léopold Demesmaeker 35
- 19. November 2021: Rue Vandermaelen 6[1]